# Медресе Чор Бакр
Медресе Чор Бакр — памятник архитектуры в Бухаре.

## Фон
Это медресе расположено в архитектурном комплексе Чор-Бакр и было построено в 16 веке Абдуллой-ханом II, представителем династии Шейбанидов. Дом внесен в Национальный список недвижимого имущества, объектов материального и культурного наследия Узбекистана. Медресе было построено в 16 веке Абдулла-ханом II, строительные работы велись в комплексе Чор-Бакр. Медресе состоит из множества комнат, снаружи находится молитвенный зал. Медресе Чор Бакр считалось одним из самых высококлассных медресе Бухары. Крыша медресе была трехэтажной, на всех трех этажах были кельи. Во внутреннем убранстве присутствуют образцы резьбы и резки. Зал медресе разделен на три арки. Историк Хафиз Таниш Бухари привел информацию о медресе в своей работе «Абдулла Хан» и написал, что стих из суры цитировался на фасаде медресе. Но эти надписи сегодня не сохранились. Медресе реконструировалось в 1950, 1971, 1999 годах. В ходе реконструкции 1999 года мастера восстановили медресе до первоначального состояния. Медресе построено из кирпича. В произведении «Абдулланома» о медресе написано: «В его медресе один из известных ученых и добродетелей был учителем, преподавал нужные и религиозные науки». Фундамент и стены медресе выложены камнями. При строительстве келий в основном использовался метод арчи-дузи. Для создания комфортных условий для студентов, обучающихся в медресе, построены печь, сандалия и полки для книг. В номера на втором этаже можно подняться по лестнице. Медресе построено в среднеазиатском стиле.